# Leichtathletik-Weltmeisterschaften 2009/Diskuswurf der Männer

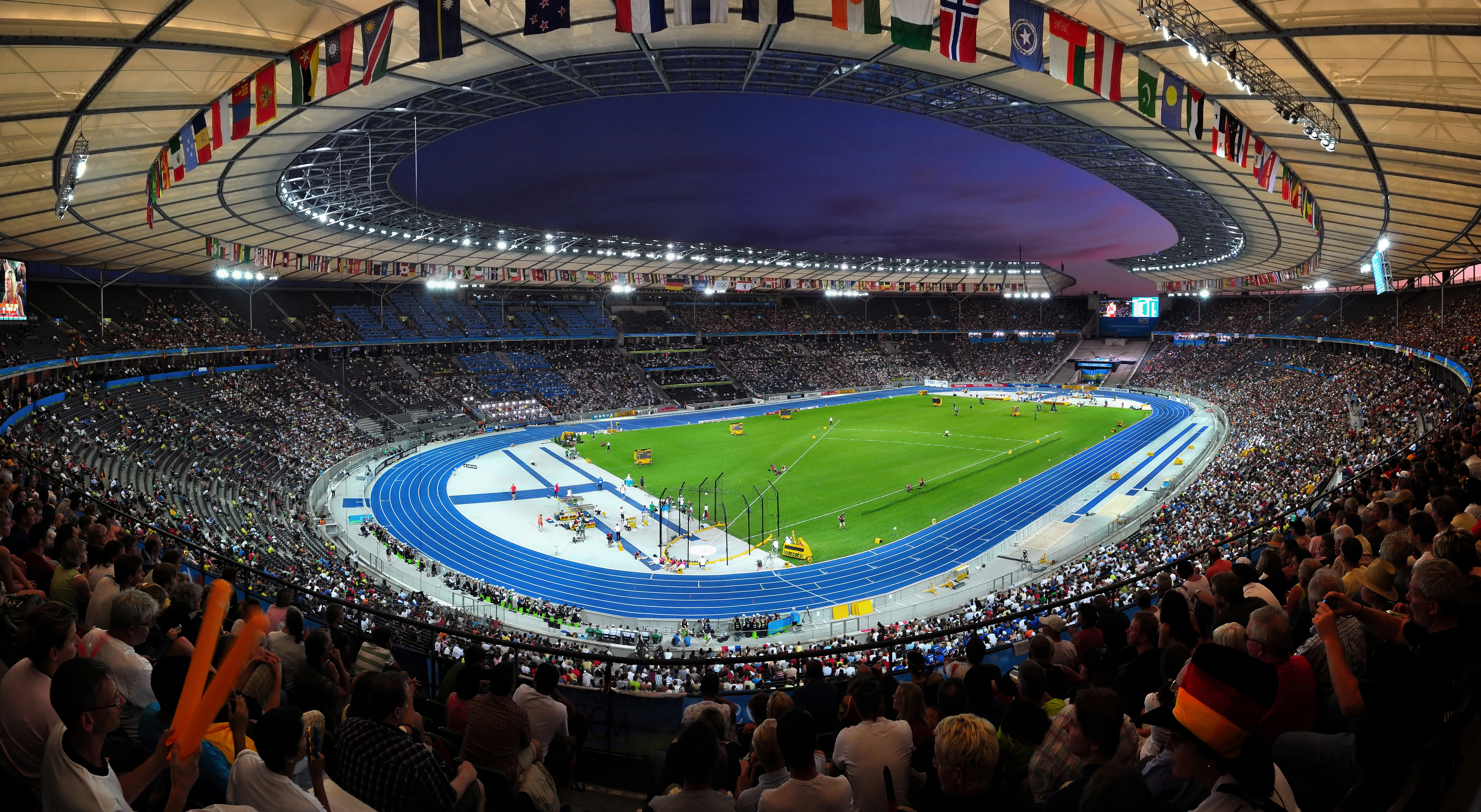
Das Berliner Olympiastadion während der Leichtathletik-Weltmeisterschaften

Der Diskuswurf der Männer bei den Leichtathletik-Weltmeisterschaften 2009 wurde am 18. und 19. August 2009 im Olympiastadion der deutschen Hauptstadt Berlin ausgetragen.
Weltmeister wurde der deutsche WM-Zweite von 2007 Robert Harting. Silber gewann der  polnische Olympiazweite von 2008 Piotr Małachowski. Bronze ging an den Titelverteidiger, aktuellen Olympiasieger, Vizeweltmeister von 2007 und Vizeeuropameister von 2006 Gerd Kanter aus Estland.

## Bestehende Rekorde
| Weltrekord | 74,08 m | Jürgen Schult     | Neubrandenburg, DDR (heute Deutschland) | 6. Juni 1986   |
| WM-Rekord  | 70,17 m | Virgilijus Alekna | WM 2005 in Helsinki, Finnland           | 7. August 2005 |

Der bestehende WM-Rekord wurde bei diesen Weltmeisterschaften nicht eingestellt und nicht verbessert.
Es war ein Landesrekord zu verzeichnen:

69,15 m – Piotr Małachowski (Polen), Finale am 19. August

## Legende
Kurze Übersicht zur Bedeutung der Symbolik – so üblicherweise auch in sonstigen Veröffentlichungen verwendet:
| – | verzichtet                            |
| x | ungültig                              |
| r | Wettkampf nicht fortgesetzt (retired) |

## Qualifikation
Dreißig Teilnehmer traten in zwei Gruppen zur Qualifikationsrunde an. Die Qualifikationsweite für den direkten Finaleinzug betrug 64,50 m. Sieben Athleten übertrafen diese Marke (hellblau unterlegt). Das Finalfeld wurde mit den fünf nächstplatzierten Sportlern auf zwölf Werfer aufgefüllt (hellgrün unterlegt). So mussten schließlich 62,29 m für die Finalteilnahme erbracht werden.

### Gruppe A

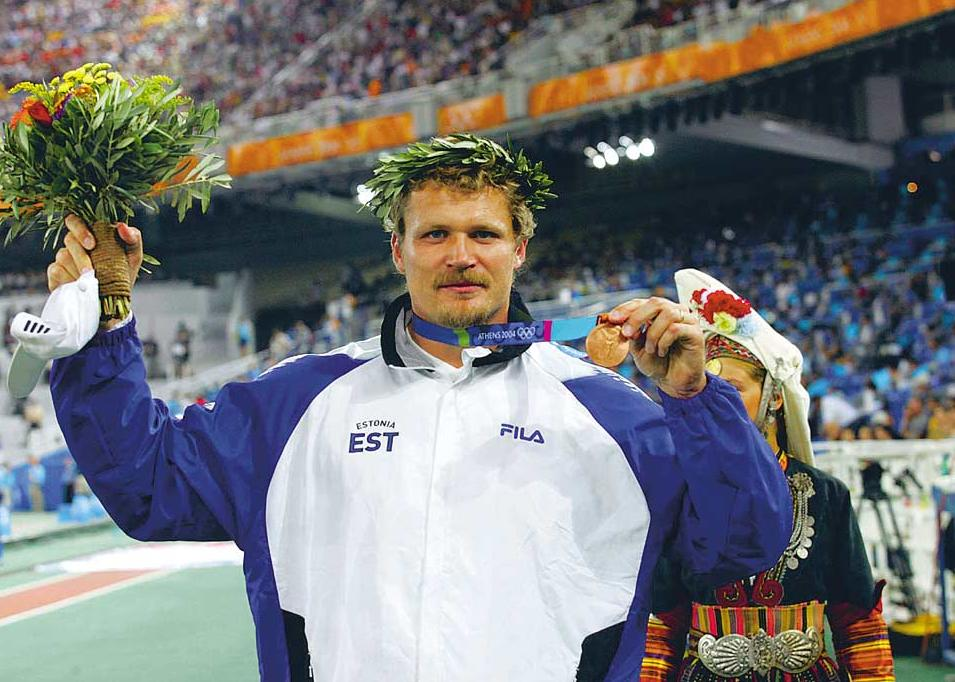
Aleksander Tammert, 2006 EM-Dritter, schied als Siebter seiner Gruppe mit 62,24 m aus

18. August 2009, 10:05 Uhr
| Platz | Name                    | Nation      | Resultat (m) | 1. Versuch (m) | 2. Versuch (m) | 3. Versuch (m) |
| 1     | Robert Harting          | Deutschland | 66,81        | 66,81          | –              | –              |
| 2     | Gerd Kanter             | Estland     | 66,73        | 66,73          | –              | –              |
| 3     | Casey Malone            | USA         | 65,13        | 65,13          | –              | –              |
| 4     | Mario Pestano           | Spanien     | 65,03        | 65,13          | –              | –              |
| 5     | Bogdan Pischtschalnikow | Russland    | 62,93        | 62,93          | 61,09          | 60,08          |
| 6     | Omar Ahmed el-Ghazaly   | Ägypten     | 62,84        | 62,84          | 62,09          | x              |
| 7     | Aleksander Tammert      | Estland     | 62,24        | 62,24          | 61,93          | 59,44          |
| 8     | Ian Waltz               | USA         | 62,04        | x              | 60,27          | 62,04          |
| 9     | Benn Harradine          | Australien  | 61,74        | 60,73          | 61,74          | 60,79          |
| 10    | Gaute Myklebust         | Norwegen    | 60,80        | x              | 60,80          | x              |
| 11    | Bertrand Vili           | Frankreich  | 60,68        | 60,68          | x              | x              |
| 12    | Jorge Balliengo         | Argentinien | 59,19        | 56,69          | 55,32          | 59,19          |
| 13    | Oleksij Semenow         | Ukraine     | 58,78        | 58,78          | 57,31          | x              |
| 14    | Daniel Schaerer         | Schweiz     | 58,50        | 58,50          | 58,23          | 57,22          |
| NM    | Haidar Abdul Shadid     | Irak        | ogV          | x              | x              | x              |

### Gruppe B
18. August 2009, 11:35 Uhr
| Platz | Name                   | Nation      | Resultat (m) | 1. Versuch (m) | 2. Versuch (m) | 3. Versuch (m) |
| 1     | Zoltán Kővágó          | Ungarn      | 65,82        | x              | 65,82          | –              |
| 2     | Jarred Rome            | USA         | 65,51        | 60,92          | 65,51          | –              |
| 3     | Virgilijus Alekna      | Litauen     | 65,04        | 65,04          | –              | –              |
| 4     | Piotr Małachowski      | Polen       | 64,48        | 64,20          | 64,48          | 62,65          |
| 5     | Gerhard Mayer          | Österreich  | 62,53        | 62,53          | 59,33          | 62,19          |
| 6     | Frantz Kruger          | Finnland    | 62,29        | 62,29          |                |                |
| 7     | Jennifer Frank Casañas | Spanien     | 61,10        | x              | x              | 61,10          |
| 8     | Erik Cadée             | Niederlande | 60,64        | x              | 60,64          | x              |
| 9     | Markus Münch           | Deutschland | 60,55        | 60,55          | x              | 59,12          |
| 10    | Irfan Yildirim         | Türkei      | 59,93        | 59,93          | 57,28          | x              |
| 11    | Märt Israel            | Estland     | 59,58        | 59,58          | x              | r              |
| 12    | Ahmed Mohamed Dheeb    | Katar       | 59,16        | 55,33          | 59,16          | x              |
| 13    | Nikolai Sedjuk         | Russland    | 59,03        | x              | 59,03          | 58,62          |
| 14    | Germán Lauro           | Argentinien | 57,88        | 57,88          | x              | x              |
| 15    | Ercüment Olgundeniz    | Türkei      | 57,52        | 56,54          | x              | 57,52          |

In Qualifikationsgruppe B ausgeschiedene Diskuswerfer:

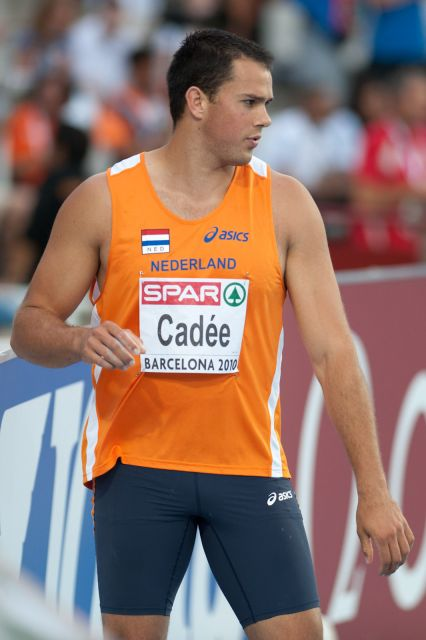
Erik Cadée Rang acht mit 60,64 m
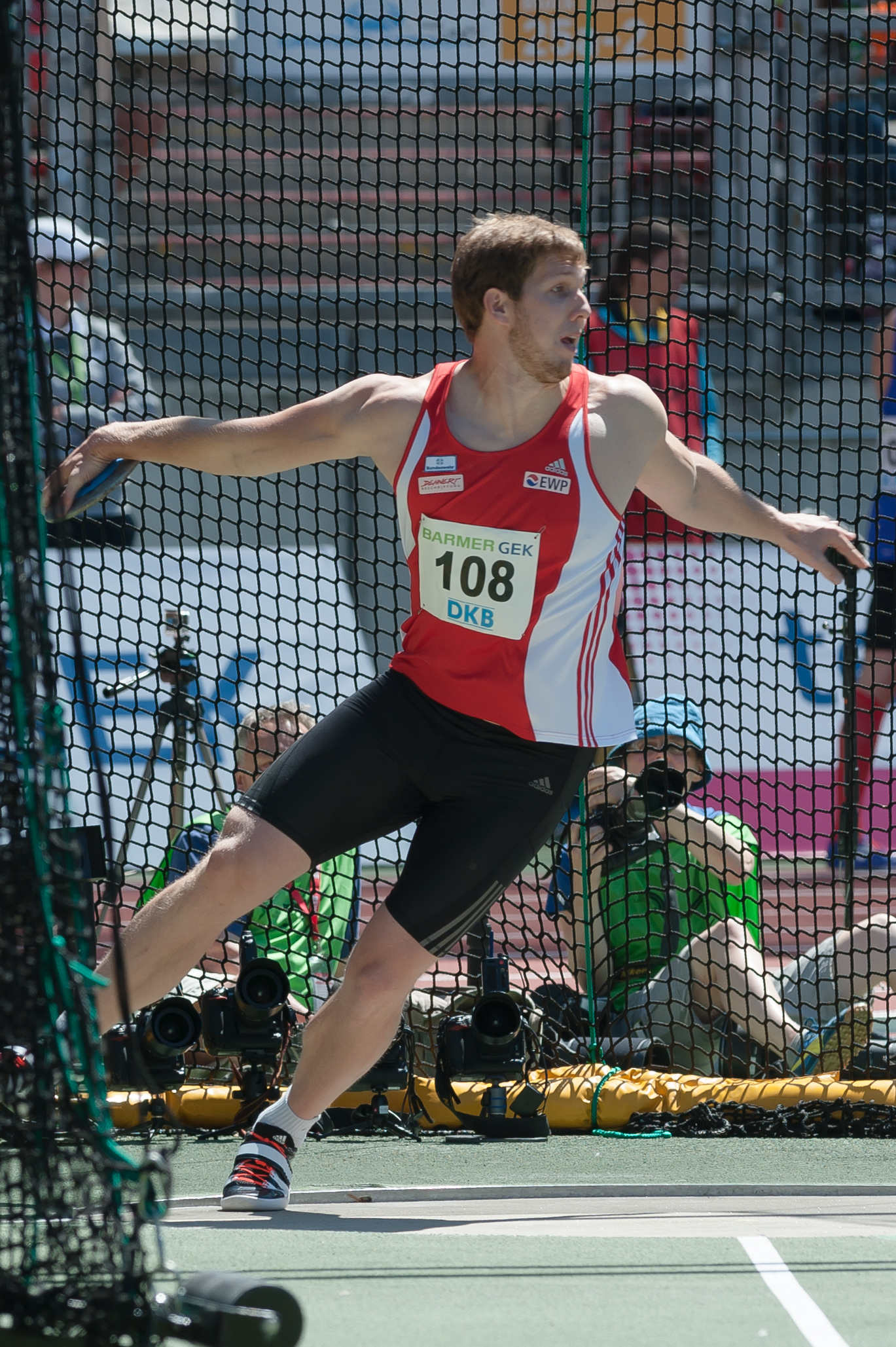
Markus Münch Rang neun mit 60,55 m
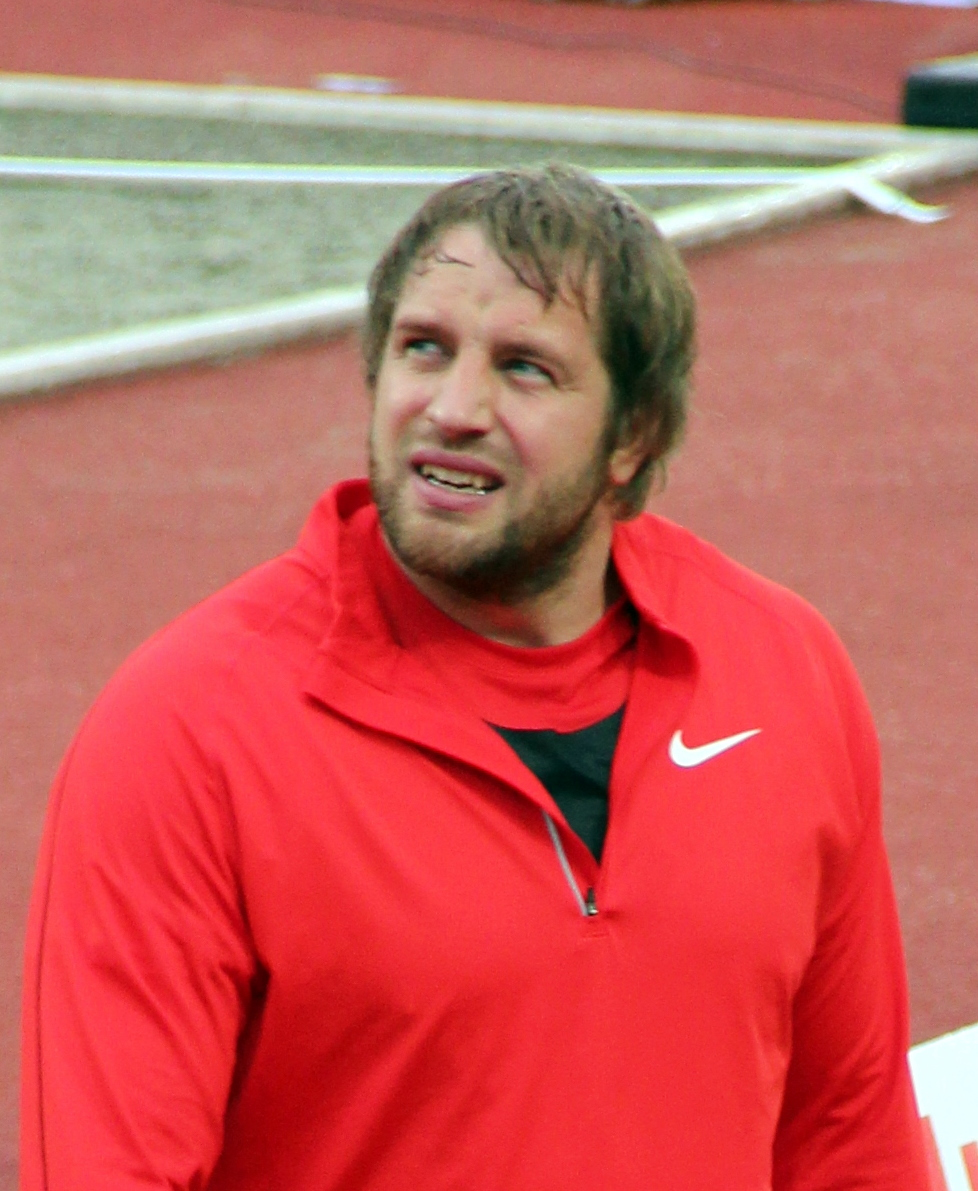
Märt Israel Rang elf mit 59,58 m
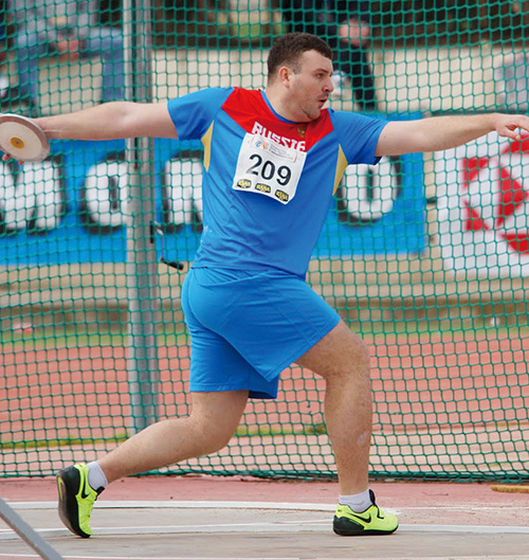
Nikolai Sedjuk Rang dreizehn mit 59,03 m

## Finale
19. August 2009, 20:10 Uhr
Im Finale gab es ein hochspannendes Duell zwischen dem Polen Piotr Małachowski und dem Deutschen Robert Harting, das erst im letzten Durchgang entschieden wurde. Die beiden waren hoch überlegen, mit jedem ihrer gültigen Würfe übertrafen sie die 67-Meter-Marke, an die ansonsten kein Werfer herankam. Nur im vierten Durchgang produzierten beide jeweils einen ungültigen Wurf. Małachowski lag bis zur einschließlich fünften Runde an der Spitze. Mit seinem letzten Wurf übertraf Harting den Polen, der nicht mehr kontern konnte, um 28 Zentimeter. Damit war Robert Harting zum ersten Mal Weltmeister.
| Platz | Name                    | Nation      | Resultat (m) | 1. Versuch (m) | 2. Versuch (m) | 3. Versuch (m) | 4. Versuch (m)                         | 5. Versuch (m)                         | 6. Versuch (m)                         |
| 1     | Robert Harting          | Deutschland | 69,43        | 68,25          | 67,04          | 67.80          | x                                      | 67,80                                  | 69,43                                  |
| 2     | Piotr Małachowski       | Polen       | 69,15 NR     | 68,77          | 68,05          | 67,00          | x                                      | 69,15                                  | 67,33                                  |
| 3     | Gerd Kanter             | Estland     | 66,88        | 65,91          | 65,65          | 66,88          | x                                      | 66,24                                  | 65,45                                  |
| 4     | Virgilijus Alekna       | Litauen     | 66,36        | 66,36          | 66,32          | 65,68          | 64,53                                  | 66,24                                  | x                                      |
| 5     | Casey Malone            | USA         | 66,06        | 64,61          | 61,59          | 65,65          | 64,84                                  | 65,98                                  | 66,06                                  |
| 6     | Zoltán Kővágó           | Ungarn      | 65,17        | x              | 63,09          | 62,47          | x                                      | 65,17                                  | 61,69                                  |
| 7     | Bogdan Pischtschalnikow | Russland    | 65,02        | 62,03          | 63,29          | 63,18          | 64,26                                  | 65,02                                  | x                                      |
| 8     | Gerhard Mayer           | Österreich  | 63,17        | 62,16          | 60,49          | 63,17          | x                                      | 60,83                                  | x                                      |
| 9     | Omar Ahmed el-Ghazaly   | Ägypten     | 62,83        | 62,13          | 62,83          | 62,76          | nicht im Finale der besten acht Werfer | nicht im Finale der besten acht Werfer | nicht im Finale der besten acht Werfer |
| 10    | Mario Pestano           | Spanien     | 62,76        | 62,76          | x              | 62,27          | nicht im Finale der besten acht Werfer | nicht im Finale der besten acht Werfer | nicht im Finale der besten acht Werfer |
| 11    | Jarred Rome             | USA         | 62,47        | 58,48          | 62,47          | x              | nicht im Finale der besten acht Werfer | nicht im Finale der besten acht Werfer | nicht im Finale der besten acht Werfer |
| 12    | Frantz Kruger           | Finnland    | 59,77        | x              | 59,77          | x              | nicht im Finale der besten acht Werfer | nicht im Finale der besten acht Werfer | nicht im Finale der besten acht Werfer |

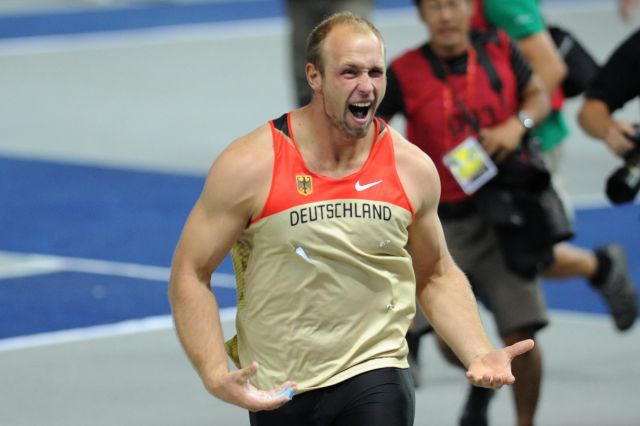
Robert Harting, Vizeweltmeister von 2007, siegte mit seinem letzten Wurf
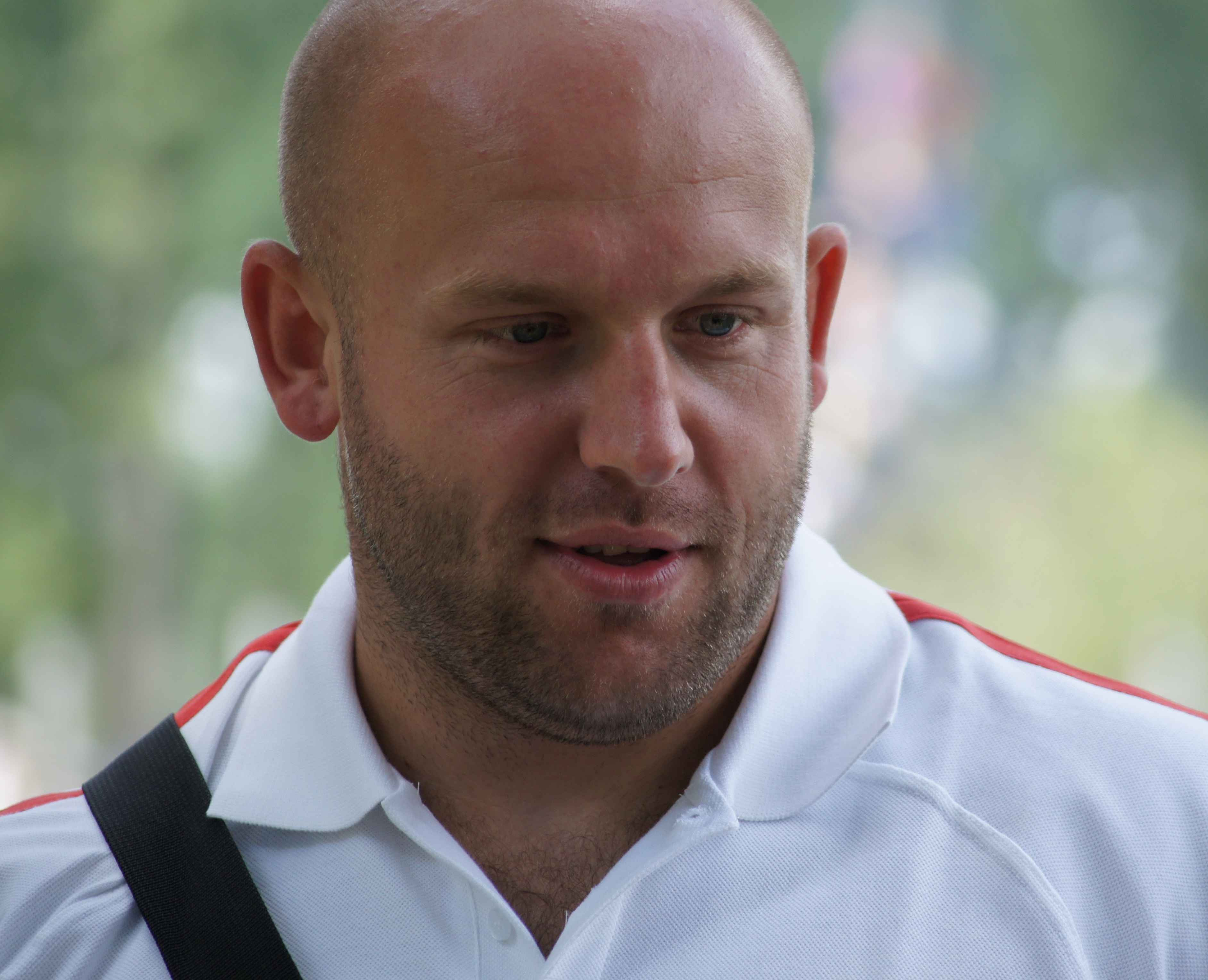
Vizeweltmeister wurde der Olympiazweite von 2008 Piotr Małachowski
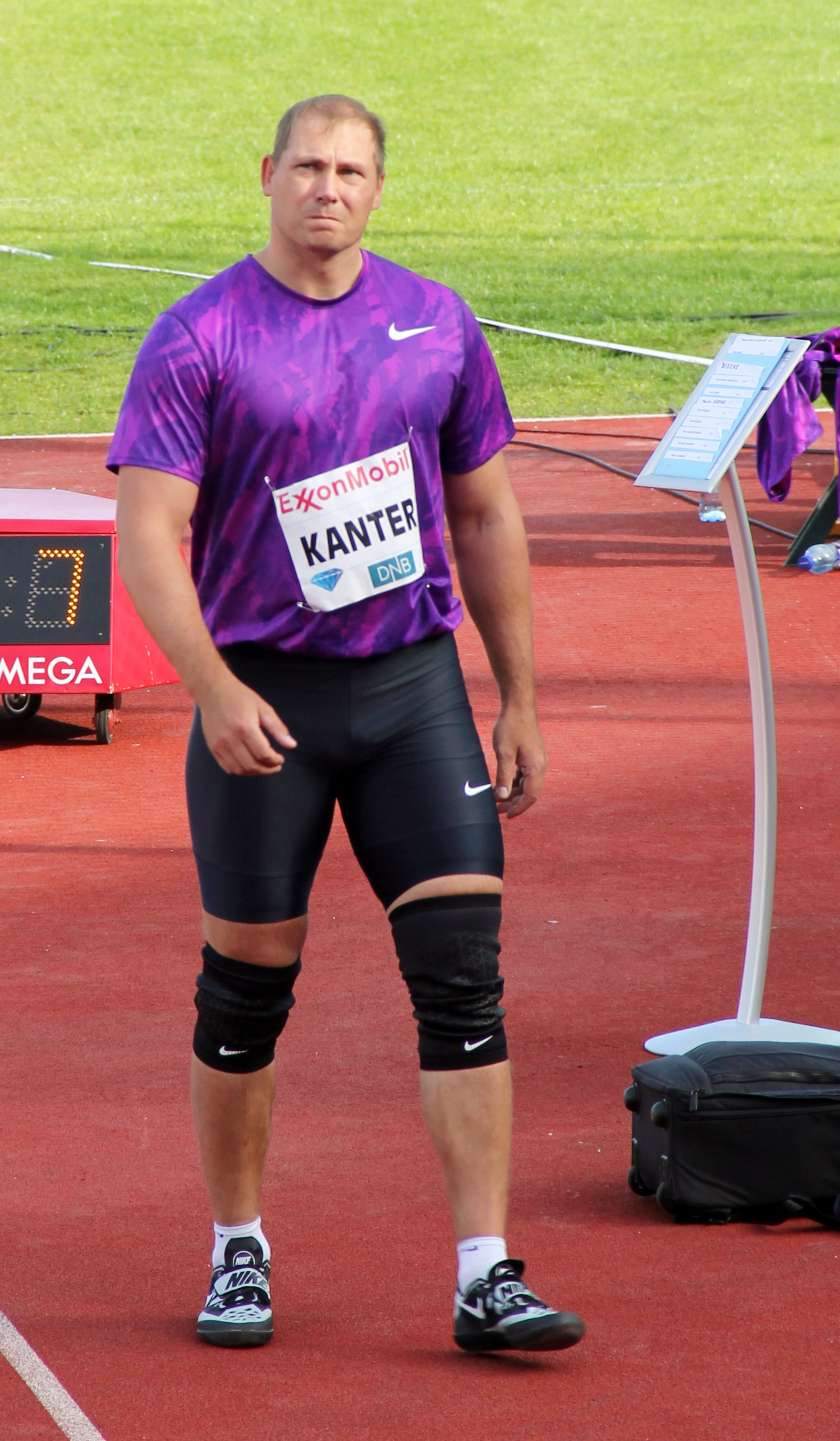
Der Titelverteidiger und aktuelle Olympiasieger Gerd Kanter gewann Bronze
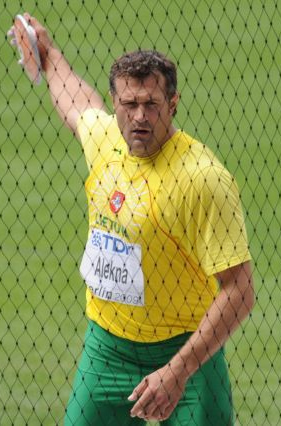
Der zweifache Olympiasieger (2000/2004) und zweifache Weltmeister (2003/2005) Virgilius Alekna ging als Vierter medaillenleer aus
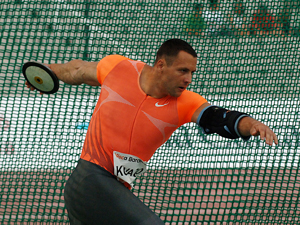
Zoltán Kővágó kam auf den sechsten Platz
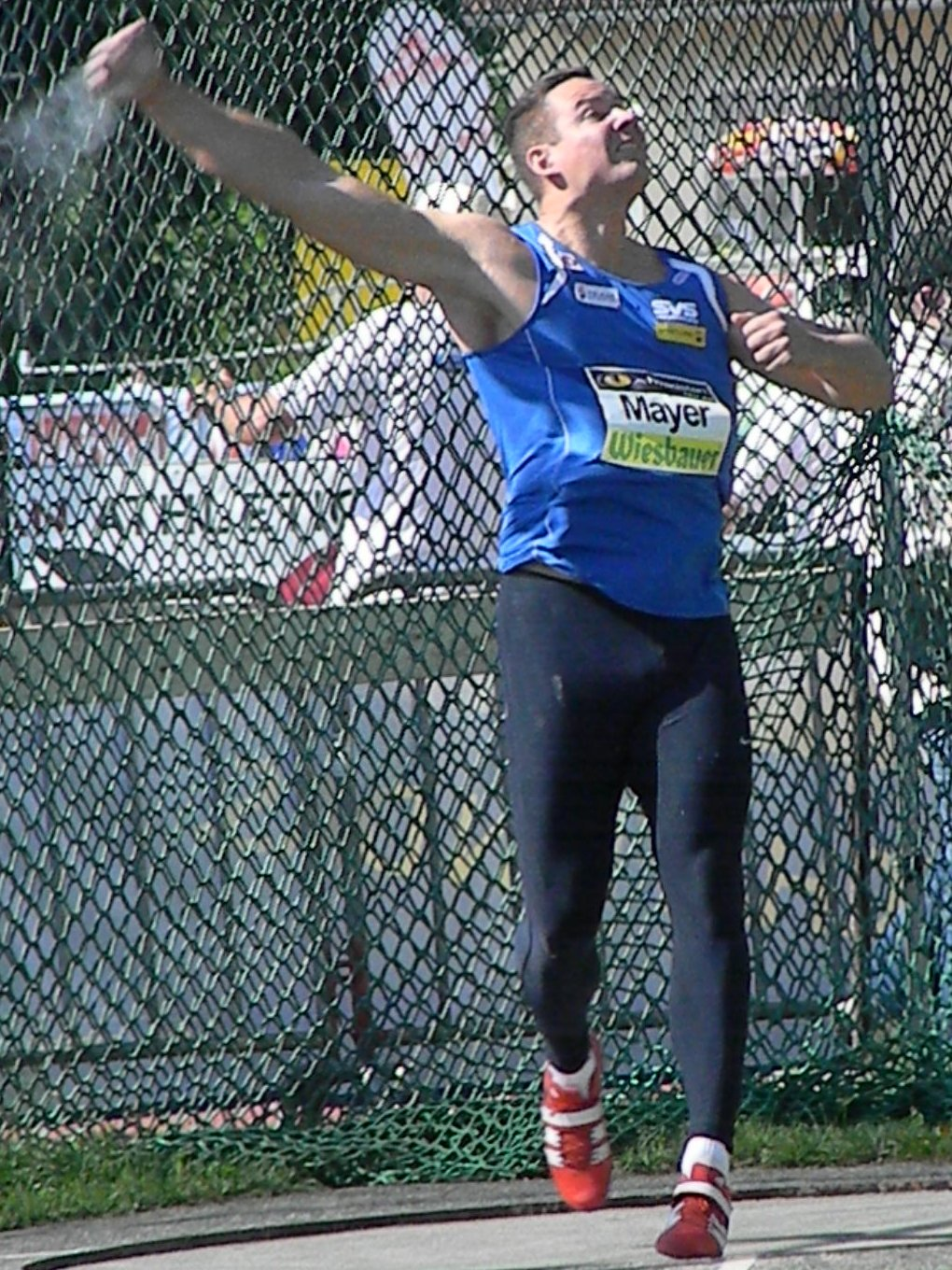
Rang acht für Gerhard Mayer
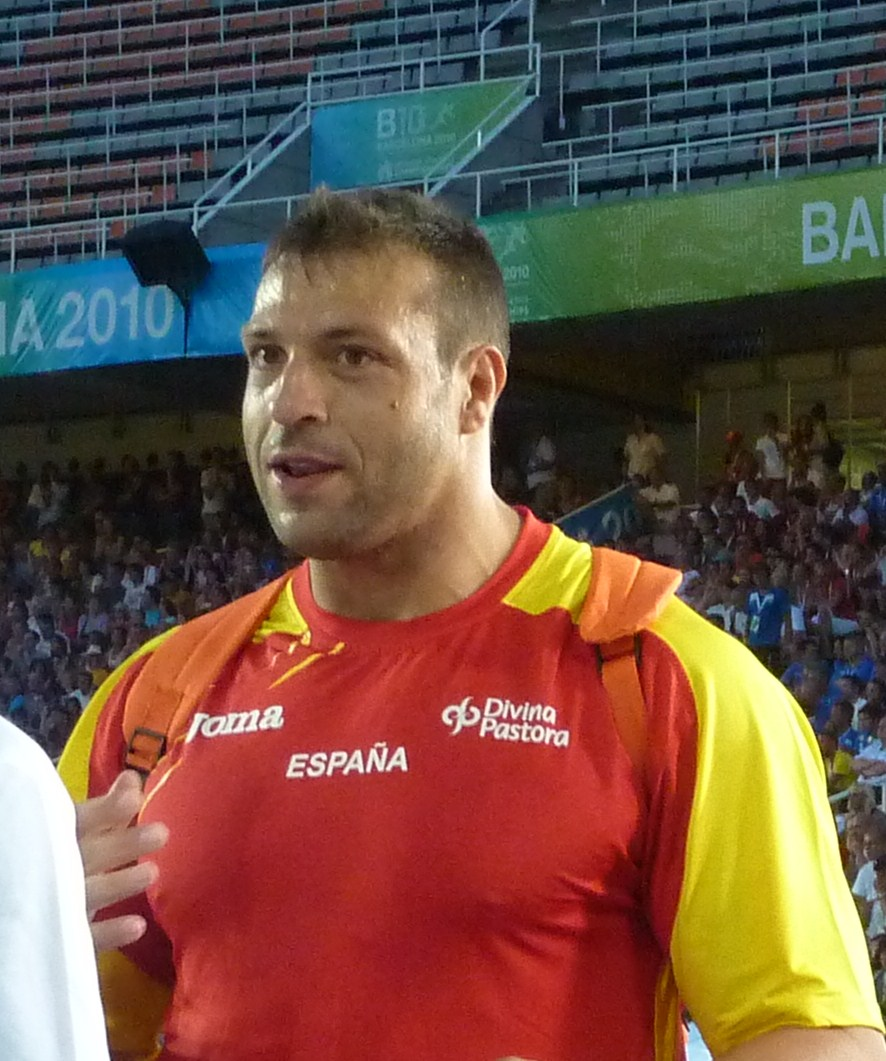
Mario Pestano erreichte Platz zehn
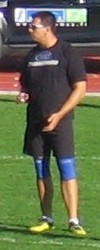
Frantz Kruger, bis 2007 für Südafrika, jetzt für Finnland am Start, belegte Rang zwölf

## Video
- Men's Discus Throw Final - World Championships Berlin 2009, youtube.com, abgerufen am 28. November 2020